# Meneng
Meneng (također i:Menen/Meneñ) je okrug u otočnoj državi Nauru. na jugu otoka. Graniči s Yarenom na zapadu, Buadom na sjeverozapadu i Anibareom na sjeveroistoku. Meneng je dio istoimenog izbornog okruga.
Na istoku okruga nalazi se Menen Hotel, koji je jedan od dva hotela na otoku (drugi je u Aiwu). Sjeverno od hotela nalazi se Anibare Bay. Na području današnjeg Menenga nalazio se Ibwenape, gdje je elzaški svećenik Alois Kayser dao sagraditi katoličku crkvu. Danas je to protestantska crkva imena Meneng Congregational Church koja pripada vjerskoj zajednici Nauru Congregational Church, što je najveća vjerska zajednica na otoku. Na mjestu gdje se prije nalazila State House, tj. predsjednikovo sjedište, danas je Nauru Detention Centre.
Ostale institucije u Menengu su:
- telegramska stanica
- tiskarski ured vlade
- novi nacionalni stadion, Menen Stadium (još nije izgrađen)
- Menen Infant (mala škola Meneng)
- izbjeglički kamp (Nauru Detention Centre)
- selo Ibwenape
- Rt Menen